# Karem Achach
Karem Faride Achach Ramírez (Mérida, Yucatán, 25 de febrero de 1991) es una nadadora artística mexicana. Formó parte de la delegación mexicana en los Juegos Olímpicos de Río de Janeiro 2016. Compitió en dueto con Nuria Diosdado.
Inició cuando era niña sus prácticas deportivas en el estadio Salvador Alvarado, en Mérida. Tras practicar diversos deportes, decidió entrenar para convertirse en una atleta de nado sincronizado. Sus entrenadores son Adriana Loftus, Alberto Calderón y Anna Tarres. Estudió Administración de Negocios en la Universidad Anáhuac.
En julio de 2018, Achach fue elegida regidora del municipio de Mérida para el trienio 2018-2021 como parte de la planilla del panista Renán Barrera Concha. Se retiró a finales del 2018

## Carrera deportiva
En los XXII Juegos Centroamericanos y del Caribe ocurridos en Veracruz, en 2014, Diosdado obtuvo medallas de oro en rutina técnica individual, rutina libre individual, rutina técnica en parejas y rutina libre en parejas con Nuria Diosdado; y rutinas libre, técnica y combinación libre por equipos.
En los Juegos Panamericanos de 2015, celebrados en Toronto, Achach y Diosdado obtuvieron medalla de plata, con lo que México volvió a obtener una medalla en nado sincronizado en unos juegos panamericanos tras 16 años. Ambas compitieron en el Campeonato Mundial de Natación FINA ocurrido en Kazán, en donde obtuvieron décimo lugar. En el Abierto de Francia de nado sincronizado de 2016 celebrado en Francia, el dueto obtuvo medalla de bronce. Obtuvo su calificación a Río 2016 con Nuria Diosdado en el preolímpico de nado sincronizado celebrado en Río de Janeiro en 2015.

## Premios y reconocimientos
- 2014 - Premio Estatal del Deporte IMSS